# Rubén Pozo
Rubén Pozo Prats (Barcelona, 21 de julio de 1975) es un músico y cantautor español, que ha formado parte de las bandas madrileñas Buenas Noches Rose y Pereza. Actualmente desarrolla su carrera en solitario con cinco discos publicados.

## Biografía
Nació en Barcelona y se crio en el barrio madrileño de Alameda de Osuna. Es un autodidacta de la música, tanto para tocar como para componer. Comenzó a tocar la guitarra en su adolescencia versionando grupos que escuchaba, como Extremoduro, Barricada, Kiko Veneno, Pepe Risi, Santiago Auserón o Sabino Méndez; desde el rock anglosajón tuvo influencias tanto de los Rolling Stones y Los Beatles como de Marc Bolan o The New York Dolls.
En una entrevista dijo que «con 12 o 13 años me empezó a gustar la música y no he cambiado el rumbo. No tengo ningún familiar en la industria que me haya pagado un disco. Me pongo a mí mismo como baremo».
En 1992 formó la banda Buenas Noches Rose con compañeros del instituto, siendo uno de sus guitarristas y compositores. Junto a canciones propias, el grupo también hacía versiones de Leño y Led Zeppelin. El grupo llegó a editar tres discos: Buenas Noches Rose (1995), La danza de araña (1997) y La estación seca (1999).
Tras la disolución de la banda, crea junto a José Miguel Conejo Torres y el batería Tuli el grupo Pereza. En su primer disco, Pereza (2001), ejerce de cantante principal, sin embargo en los siguientes discos este papel irá pasado a Leiva. En pocos años logran un gran éxito. Junto con las colaboraciones de Pereza con otros artistas como Alejo Stivel, Miguel Ríos, Andrés Calamaro, Ariel Rot, Rubén ha colaborado con Joaquín Sabina, para quien escribió la canción «Embustera» incluida en el disco Vinagre y rosas, y Poncho K («El último sol») e Iván Ferreiro («SPNB»). En este tiempo también ha ejercido como productor de los discos de Pequeño Salvaje (grupo del actor Fede Celada) y Jordi Skywalker (excantante de Buenas Noches Rose).
Tras la separación amistosa de Pereza y de un periodo de descanso, a finales del 2011 comienza a ensayar con una nueva banda de cara a su primer disco en solitario, que vio la luz en primavera de 2012 con el nombre de Lo que más. La gira promocional, lo llevó a recorrer diferentes ciudades, llegando a viajar a Argentina, presentándose en varias ciudades.
En los meses de octubre y noviembre del 2012, realizó una gira acústica a la guitarra por algunas ciudades llamada Menos es más.A comienzos de 2015 se anunció su segundo disco en solitario y se lanza el primer sencillo Me quieres destrozar. Con el nombre de En marcha, el disco tiene una lista de 12 temas entre los que se incluye una versión del clásico de David Bowie, Starman.
En 2016 realizó una gira con Mark Olson, fundador de la banda The Jayhawks, donde recorrieron ciudades como Madrid, Barcelona, Bilbao, Valencia, Zaragoza.
En diciembre de 2017, edita su tercer disco en solitario, Habrá que vivir, con una clara influencia del rock and roll clásico español, y afianzando un estilo propio. En el disco, hay canciones en las que comparte autoría con Benjamín Prado y Joaquín Sabina. El tema «Llámame Brisa» es una re versión del tema «No tan deprisa», incluido en el disco Lo niego todo, de Joaquín Sabina, y en el que Rubén participa como coautor.En abril de 2020 participó en el videoclip de la canción de Leiva Mi Pequeño Chernóbil, acercándose de nuevo a José Miguel Conejo Torres.

## Discografía

### Con Buenas Noches Rose
- 1995: Buenas Noches Rose
- 1997: La danza de araña
- 1999:  La Estación seca

### Con Pereza
- 2001: Pereza
- 2002: Algo para cantar
- 2003: Algo para encantar, DVD
- 2004: Algo para cantar (edición especial)
- 2005: Animales
- 2005: Princesas, DVD
- 2006: Los amigos de los animales, (+DVD)
- 2006: Barcelona (DVD + CD).
- 2007: Aproximaciones.
- 2009: Baires, libro CD y DVD.:
- 2009:  Aviones. (+DVD)
- 2010:  10 años

### En solitario
- 2012:  Lo que más
- 2015:  En marcha
- 2017:  Habrá que vivir
- 2019:  Mesa para dos junto con Lichis (EP).
- 2020:  Mesa para dos - el disco - con Lichis
- 2022:  Vampiro